# Asaka
Asaka (japanska: 朝霞市?, Asaka-shi) är en stad i Saitama prefektur i Japan. Staden fick stadsrättigheter 1967.